# 2008-as labdarúgó-Európa-bajnokság
A 2008-as labdarúgó-Európa-bajnokságnak Ausztria és Svájc adott otthont. A tornát június 7-étől június 29-éig rendezték meg a két közép-európai országban. A rendező országok labdarúgócsapatai a torna automatikusan résztvevői voltak, nem kellett selejtezőt játszaniuk. Érdekesség, hogy az osztrák labdarúgó-válogatott a 2008-as volt az első Eb, amelyen részt vett, korábban sosem sikerült kvalifikálnia magát az európai labdarúgás legnevesebb eseményére.
A két rendező országon kívül még 14 csapat vett részt a kontinensbajnokságon. A selejtező mérkőzéseket 2006. augusztus 16. és 2007. november 24. között játszották le.

## Pályázatok
Ausztria és Svájc együtt pályázott a rendezési jogokra, mellettük még a görög–török, a skót–ír, a horvát–bosnyák, az orosz, a magyar és a skandináv pályázat – amelyet Norvégia, Svédország, Dánia és Finnország közösen indított – került az UEFA-hoz. Ausztria a 2004-es EB-re is közös pályázatot adott be, ekkor Magyarországgal együtt indult a rendezés jogáért. Végül az a pályázat Portugália ellen vesztett.
A döntőbe Ausztria–Svájc, Görögország–Törökország és Magyarország pályázata jutott be. Görögország és Törökország pályázatát visszautasították, így a magyar és az osztrák–svájci pályázat harcolt a győzelemért, amiből az utóbbi páros jött ki győztesként.

## Logó
Az EB hivatalos logóját 2005. június 7-én, három évvel a nyitómérkőzés előtt hozták nyilvánosságra.

### A logó elemei
- Hegyek: A természet és a labdarúgás iránti szeretetet szimbolizálja a focilabdát átölelő hegy.
- Tipográfia: Az EURO szó a vörös árnyalataiban rajzolódik, ezzel jelképezve a két ország egységét e nagyszerű sportesemény megrendezésében. Az országok nevei egy magabiztos, korabeli betűtípussal íródtak, lekerekített végekkel.
- Labda: A tiszta és göröngyös környezet ihlette meg. A két ország zöld erdei és völgyei jellemzik. A minta az Alpok szintvonalas térképén alapul.
- UEFA ív: Az európai labdarúgás magas színvonalát jellemzi.
- Színek: A vörös és a fehér mindkét ország nemzeti lobogójának színe. A labda zöldje a terület természetének fontosságát jelképezi.

## Helyszínek
Az Eb 16 mérkőzését Ausztriában játszották. Egy új stadion épült (Klagenfurtban 40 millió eurós költséggel), további három helyszíni létesítményt bővíteni kellett, hogy a minimum 30 ezres befogadóképességnek megfeleljen. A salzburgi stadion lelátóját 18 600 hellyel bővítették (32 000). Az innsbrucki Tivoli tetejét lebontották a bővítéshez. A döntőnek helyt adó bécsi Ernst Happel Stadion férőhelyeit 50 ezerre növelték. A négy svájci helyszínen új stadion épült. A újságírói részvételre 10 000 akkreditálási kérelem érkezett.
| Bécs                     | Klagenfurt               | Salzburg                 | Innsbruck                |
| ------------------------ | ------------------------ | ------------------------ | ------------------------ |
| Ernst Happel Stadion     | Hypo-Arena               | Red Bull Arena           | Tivoli Neu               |
| Befogadóképesség: 53 008 | Befogadóképesség: 32 000 | Befogadóképesség: 30 000 | Befogadóképesség: 30 000 |
|                          |                          |                          |                          |
|                          |                          |                          |                          |
| Bázel                    | Bern                     | Genf                     | Zürich                   |
| St. Jakob-Park           | Stade de Suisse          | Stade de Genève          | Letzigrund               |
| Befogadóképesség: 42 500 | Befogadóképesség: 32 000 | Befogadóképesség: 32 000 | Befogadóképesség: 30 000 |
|                          |                          |                          |                          |

## Selejtezők
A selejtezőkör csoportjait 2006. január 27-én közép-európai idő szerint 12:00-kor, a svájci Montreux-ban sorsolták ki.
A selejtezőkben 50 ország válogatottja vett részt, az egy nyolcas és hat hetes csoportból az első két helyezett, jutott ki a döntőre, melyek csatlakozott a két rendező ország (Ausztria és Svájc). A selejtezők egy hónappal a 2006-os labdarúgó-világbajnokság után kezdődtek.
A selejtezőkön még nem vett részt a montenegrói labdarúgó-válogatott, mivel csak a nevezések lezárása után lett teljes jogú tagja az UEFA-nak.

## Résztvevők
| Ország        | Kvalifikáció módja         | A továbbjutás dátuma | Korábbi szereplések az Eb-n                                  |
| ------------- | -------------------------- | -------------------- | ------------------------------------------------------------ |
| Ausztria      | (Rendező)                  | 2002. december 12.   | 0 (első szereplés)                                           |
| Svájc         | (Rendező)                  | 2002. december 12.   | 2 (1996, 2004)                                               |
| Lengyelország | A csoport - csoportelső    | 2007. november 17.   | 0 (első szereplés)                                           |
| Portugália    | A csoport - csoportmásodik | 2007. november 21.   | 4 (1984, 1996, 2000, 2004)                                   |
| Olaszország   | B csoport - csoportelső    | 2007. november 17.   | 6 (1968, 1980, 1988, 1996, 2000, 2004)                       |
| Franciaország | B csoport - csoportmásodik | 2007. november 17.   | 6 (1960, 1984, 1992, 1996, 2000, 2004)                       |
| Görögország   | C csoport - csoportelső    | 2007. október 17.    | 2 (1980, 2004)                                               |
| Törökország   | C csoport - csoportmásodik | 2007. november 21.   | 2 (1996, 2000)                                               |
| Csehország    | D csoport - csoportelső    | 2007. október 17.    | 6 (19601, 19761, 19801, 1996, 2000, 2004)                    |
| Németország   | D csoport - csoportmásodik | 2007. október 13.    | 9 (1972²,1976², 1980², 1984², 1988², 1992, 1996, 2000, 2004) |
| Horvátország  | E csoport - csoportelső    | 2007. november 17.   | 2 (1996, 2004)                                               |
| Oroszország   | E csoport - csoportmásodik | 2007. november 21.   | 8 (1960³, 1964³, 1968³, 1972³, 1988³, 19924, 1996, 2004)     |
| Spanyolország | F csoport - csoportelső    | 2007. november 17.   | 7 (1964, 1980, 1984, 1988, 1996, 2000, 2004)                 |
| Svédország    | F csoport - csoportmásodik | 2007. november 21.   | 3 (1992, 2000, 2004)                                         |
| Románia       | G csoport - csoportelső    | 2007. október 17.    | 3 (1984, 1996, 2000)                                         |
| Hollandia     | G csoport - csoportmásodik | 2007. november 17.   | 7 (1976, 1980, 1988, 1992, 1996, 2000, 2004)                 |

Jegyzetek:
- [1] – Csehszlovákiaként vett részt
- [2] – NSZK-ként vett részt
- [3] – Szovjetunióként vett részt
- [4] – FÁK-ként vett részt
- [5] – A vastagon szedett évszámok azt jelzik, hogy a csapat megnyerte az adott tornát.

## Csoportbeosztás
A labdarúgó-Európa-bajnokságon Ausztria és Svájc a rendező jogán vesz majd részt. A további 14 helyre azok a csapatok kerültek be, amelyek a saját selejtezőcsoportjukban az első vagy második helyen végeztek.
A labdarúgó-Európa-bajnokságon négy csoportot (A-D) alakítottak ki. Mivel a tornán 16 válogatott vesz majd részt, így minden csoportba négy-négy csapat kerül be. A két rendező közül Svájc az A-, míg Ausztria a B csoportba került automatikusan.

### Kalapok
A labdarúgó-Európa-bajnokságra kijutott csapatokat négy kalapba osztották a 2006-os világbajnokság, illetve a selejtezők eredményei alapján.
Ausztria és Svájc a rendező, Görögország a címvédő, Hollandia pedig a legnagyobb UEFA-koefficienssel rendelkező válogatott jogán került automatikusan az első kalapba.
| 1. kalap                                                                                     | 2. kalap                                               | 3. kalap                                             | 4. kalap                                                    |
| -------------------------------------------------------------------------------------------- | ------------------------------------------------------ | ---------------------------------------------------- | ----------------------------------------------------------- |
| - Svájc (automatikusan A1) - Ausztria (automatikusan B1) - Görögország (címvédő) - Hollandia | - Horvátország - Olaszország - Csehország - Svédország | - Románia - Németország - Portugália - Spanyolország | - Lengyelország - Franciaország - Törökország - Oroszország |

### Sorsolás
A sorsolást 2007. december 2-án magyar idő szerint déli 12 órakor kezdték el, helyszíne a svájci Luzern városa volt. A csoportok sorsolását számos egykori labdarúgó végezte:
- Gianni Infantino, műsorvezető.
- Peter Schmeichel, az 1. kalap sorsolója;
- Jürgen Klinsmann, a 2. kalap sorsolója;
- Didier Deschamps, a 3. kalap sorsolója;
- Theódorosz Zagorákisz, a 4. kalap sorsolója;
- Bernard Dietz, az A csoport sorsolója;
- Anton Ondruš, a B csoport sorsolója;
- Franz Beckenbauer, a C csoport sorsolója;
- Dino Zoff, a D csoport sorsolója.

A sorsolás menete
A sorsolás előtt Svájc automatikusan az A csoport, míg Ausztria a B csoport első helyére került. A csoportok kisorsolását az egyes kalappal kezdték, majd az először kihúzott válogatott (Hollandia) a C csoport, míg a másodikként kihúzott csapat (Görögország) a D csoport első helyére került. A sorsolást a négyes kalappal folytatták, a kihúzott válogatottak sorban az A, a B, a C végül a D csoportba kerültek. Ám a kihúzott válogatottakhoz először még hozzárendelték a csoportban elfoglalt helyüket (például A2, A3 vagy A4 az először kihúzott csapatnál). Ugyanezt végig csinálták a harmadikként illetve negyedikként kihúzott csapatokkal is. A négyes kalap után a sorsolást a hármas kalappal folytatták, majd a kettes kalappal fejezték be. Ezeknél a kalapoknál is az előbb leírt sorsolási módszert alkalmazták.

## Játékvezetők
A Nemzetközi Labdarúgó-szövetség (FIFA) JB és az Európai Labdarúgó-szövetség (UEFA) JB együttműködésében tizenkét játékvezetőt, huszonnégy asszisztenst és nyolc tartalékbírót delegáltak az Európa-bajnokságra. A nevezett tizenkét sportember mindegyike tapasztalt és elismert játékvezető, átlagos mérkőzésszám feletti Bajnokok Ligája- és nemzetközi válogatott mérkőzéssel a háta mögött. A hármasok nem először szerepelnek nemzetközi porondon. Az első labdarúgó torna, ahol a játékvezetőknek állandó, nemzeti partjelzői voltak. A tornát megelőzően svájci Regensdorfban, április 14.-április 17. között továbbképzésen vettek részt, az egység szemlélet, ítélkezés elősegítése érdekében. A rendezvénynek a Hotel Mövenpick adott helyet, amely a kontinensbajnokság kezdetétől június 26-ig a játékvezetők főhadiszállása lesz. Ezt követően, az torna utolsó szakaszában a bécsi Penta Hotel volt a bázisuk.
A „tizenketedik játékosként” emlegetettek közül Peter Fröjdfeldt a legidősebb. Fröjdfeldtnek, Konrad Plautznak és Herbert Fandelnek ez lehet az utolsó nagy tornája, mert hamarosan elérik a 45 éves korhatárt, amivel megszűnik FIFA JB kerettagságuk. Howard Webb a legfiatalabb. Kirosz Vasszarasz a 2004-es Eb-n tartalék-játékvezető volt, viszont a 2004. évi nyári olimpiai játékok labdarúgó tornája döntőjét vezethette. A tartalék bírók, Ivan Bebek, Stéphane Lannoy, Kristinn Jakobsson, Grzegorz Gilewski, Olegário Benquerença, Craig Thomson, Damir Skomina, köztük Kassai Viktor játékvezetői sérülés esetén léptek volna előre, illetve 4. bírói feladatokat láttak el.
A játékvezetők juttatása jelentősen, 60 százalékkal emelkedett a négy évvel ezelőtti díjazáshoz képest, idén meccsenként 10 ezer eurót kap a bíró, míg asszisztensei ennek felét tehetik zsebre működést követően.
| Szövetség     | Játékvezető            | Asszisztensek             | Asszisztensek          |
| ------------- | ---------------------- | ------------------------- | ---------------------- |
| Anglia        | Howard Webb            | Darren Cann               | Michael Mullarkey      |
| Ausztria      | Konrad Plautz          | Egon Bereuter             | Markus Mayr            |
| Belgium       | Frank De Bleeckere     | Peter Hermans             | Alex Verstraeten       |
| Görögország   | Kírosz Vasszárasz      | Dimítrisz Bozadzídisz     | Dimítrisz Szaraidárisz |
| Hollandia     | Pieter Vink            | Adriaan Inia              | Hans ten Hoove         |
| Németország   | Herbert Fandel         | Carsten Kadach            | Volker Wezel           |
| Norvégia      | Tom Henning Øvrebø     | Geir Åge Holen            | Jan Petter Randen      |
| Olaszország   | Roberto Rosetti        | Alessandro Griselli       | Paolo Calcagno         |
| Spanyolország | Manuel Mejuto González | Juan Carlos Yuste Jiménez | Jesús Calvo Guadamuro  |
| Svájc         | Massimo Busacca        | Matthias Arnet            | Stephane Cuhat         |
| Svédország    | Peter Fröjdfeldt       | Stefan Wittberg           | Henrik Andrén          |
| Szlovákia     | Ľuboš Micheľ           | Roman Slyško              | Martin Balko           |

## Keretek
Minden részt vevő nemzetnek 2008. május 28-áig 23 játékost kellett neveznie, a keretben 3 kapust kellett jelölniük. Amennyiben a nevezett játékosok közül valaki megsérül, csapata első mérkőzéséig cserélhető.

## Csoportkör

### A csoport
| Hely. | Csapat      | M | Gy | D | V | G+ | G– | Gk | P | Továbbjutás                                |
| ----- | ----------- | - | -- | - | - | -- | -- | -- | - | ------------------------------------------ |
| 1.    | Portugália  | 3 | 2  | 0 | 1 | 5  | 3  | +2 | 6 | Továbbjutott az egyenes kieséses szakaszba |
| 2.    | Törökország | 3 | 2  | 0 | 1 | 5  | 5  | 0  | 6 | Továbbjutott az egyenes kieséses szakaszba |
| 3.    | Csehország  | 3 | 1  | 0 | 2 | 4  | 6  | −2 | 3 |                                            |
| 4.    | Svájc (R)   | 3 | 1  | 0 | 2 | 3  | 3  | 0  | 3 |                                            |

1. 1 2  Egymás elleni eredmény: Portugália 2–0 Törökország.
2. 1 2  Egymás elleni eredmény: Svájc 0–1 Csehország.

| 2008. június 7. 18:00 |

| Svájc | 0–1   | Csehország  |
| ----- | ----- | ----------- |
|       | (0–0) | Svěrkoš 71' |

| St. Jakob-Park, Bázel Nézőszám: 39 730 Játékvezető: Roberto Rosetti (olasz) |

| 2008. június 7. 20:45 |

| Portugália              | 2–0   | Törökország |
| ----------------------- | ----- | ----------- |
| Pepe 61' Meireles 90+3' | (0–0) |             |

| Stade de Genève, Genf Nézőszám: 29 106 Játékvezető: Herbert Fandel (német) |

| 2008. június 11. 18:00 |

| Csehország | 1–3   | Portugália                         |
| ---------- | ----- | ---------------------------------- |
| Sionko 17' | (1–1) | Deco 8' Ronaldo 63' Quaresma 90+1' |

| Stade de Genève, Genf Nézőszám: 29 016 Játékvezető: Kírosz Vasszárasz (görög) |

| 2008. június 11. 20:45 |

| Svájc     | 1–2   | Törökország          |
| --------- | ----- | -------------------- |
| Yakın 32' | (1–0) | Semih 57' Arda 90+2' |

| St. Jakob-Park, Bázel Nézőszám: 39 730 Játékvezető: Ľuboš Micheľ (szlovák) |

| 2008. június 15. 20:45 |

| Svájc                    | 2–0   | Portugália |
| ------------------------ | ----- | ---------- |
| Yakın 71' 83' (11-esből) | (0–0) |            |

| St. Jakob-Park, Bázel Nézőszám: 39 730 Játékvezető: Konrad Plautz (osztrák) |

| 2008. június 15. 20:45 |

| Törökország                         | 3–2   | Csehország            |
| ----------------------------------- | ----- | --------------------- |
| Arda 75' Nihat 87' 89' Volkan 90+2′ | (0–1) | Koller 34' Plašil 62' |

| Stade de Genève, Genf Nézőszám: 29 016 Játékvezető: Peter Fröjdfeldt (svéd) |

### B csoport
| Hely. | Csapat        | M | Gy | D | V | G+ | G– | Gk | P | Továbbjutás                                |
| ----- | ------------- | - | -- | - | - | -- | -- | -- | - | ------------------------------------------ |
| 1.    | Horvátország  | 3 | 3  | 0 | 0 | 4  | 1  | +3 | 9 | Továbbjutott az egyenes kieséses szakaszba |
| 2.    | Németország   | 3 | 2  | 0 | 1 | 4  | 2  | +2 | 6 | Továbbjutott az egyenes kieséses szakaszba |
| 3.    | Ausztria (R)  | 3 | 0  | 1 | 2 | 1  | 3  | −2 | 1 |                                            |
| 4.    | Lengyelország | 3 | 0  | 1 | 2 | 1  | 4  | −3 | 1 |                                            |

1. 1 2  Az egymás elleni eredmény döntetlen (Ausztria 1–1 Lengyelország). Az összes gólkülönbség döntött.

| 2008. június 8. 18:00 |

| Ausztria | 0–1   | Horvátország         |
| -------- | ----- | -------------------- |
|          | (0–1) | Modrić 4' (11-esből) |

| Ernst Happel Stadion, Bécs Nézőszám: 51 428 Játékvezető: Pieter Vink (holland) |

| 2008. június 8. 20:45 |

| Németország      | 2–0   | Lengyelország |
| ---------------- | ----- | ------------- |
| Podolski 20' 72' | (1–0) |               |

| Wörthersee Stadion, Klagenfurt Nézőszám: 30 461 Játékvezető: Tom Henning Øvrebø (norvég) |

| 2008. június 12. 18:00 |

| Horvátország      | 2–1   | Németország                       |
| ----------------- | ----- | --------------------------------- |
| Srna 24' Olić 62' | (1–0) | Podolski 79' Schweinsteiger 90+2′ |

| Wörthersee Stadion, Klagenfurt Nézőszám: 30 461 Játékvezető: Frank De Bleeckere (belga) |

| 2008. június 12. 20:45 |

| Ausztria                | 1–1   | Lengyelország |
| ----------------------- | ----- | ------------- |
| Vastić 90+3' (11-esből) | (0–1) | Guerreiro 30' |

| Ernst Happel Stadion, Bécs Nézőszám: 51 428 Játékvezető: Howard Webb (angol) |

| 2008. június 16. 20:45 |

| Ausztria                 | 0–1   | Németország                |
| ------------------------ | ----- | -------------------------- |
| Hickersberger (edző) 41′ | (0–0) | Ballack 49' Löw (edző) 41′ |

| Ernst Happel Stadion, Bécs Nézőszám: 30 461 Játékvezető: Manuel Mejuto González (spanyol) |

| 2008. június 16. 20:45 |

| Lengyelország | 0–1   | Horvátország |
| ------------- | ----- | ------------ |
|               | (0–0) | Klasnić 53'  |

| Wörthersee Stadion, Klagenfurt Nézőszám: 51 428 Játékvezető: Kírosz Vasszárasz (görög) |

### C csoport
| Hely. | Csapat        | M | Gy | D | V | G+ | G– | Gk | P | Továbbjutás                                |
| ----- | ------------- | - | -- | - | - | -- | -- | -- | - | ------------------------------------------ |
| 1.    | Hollandia     | 3 | 3  | 0 | 0 | 9  | 1  | +8 | 9 | Továbbjutott az egyenes kieséses szakaszba |
| 2.    | Olaszország   | 3 | 1  | 1 | 1 | 3  | 4  | −1 | 4 | Továbbjutott az egyenes kieséses szakaszba |
| 3.    | Románia       | 3 | 0  | 2 | 1 | 1  | 3  | −2 | 2 |                                            |
| 4.    | Franciaország | 3 | 0  | 1 | 2 | 1  | 6  | −5 | 1 |                                            |

| 2008. június 9. 18:00 |

| Románia | 0–0 | Franciaország |
| ------- | --- | ------------- |
|         |     |               |

| Letzigrund, Zürich Nézőszám: 30 585 Játékvezető: Manuel Mejuto González (spanyol) |

| 2008. június 9. 20:45 |

| Hollandia                                           | 3–0   | Olaszország |
| --------------------------------------------------- | ----- | ----------- |
| van Nistelrooy 26' Sneijder 31' Van Bronckhorst 79' | (2–0) |             |

| Stade de Suisse, Bern Nézőszám: 30 777 Játékvezető: Peter Fröjdfeldt (svéd) |

| 2008. június 13. 18:00 |

| Olaszország | 1–1   | Románia  |
| ----------- | ----- | -------- |
| Panucci 56' | (0–0) | Mutu 55' |

| Letzigrund, Zürich Nézőszám: 30 585 Játékvezető: Tom Henning Øvrebø (norvég) |

| 2008. június 13. 20:45 |

| Hollandia                                        | 4–1   | Franciaország |
| ------------------------------------------------ | ----- | ------------- |
| Kuyt 9' van Persie 59' Robben 72' Sneijder 90+2' | (1–0) | Henry 71'     |

| Stade de Suisse, Bern Nézőszám: 30 777 Játékvezető: Herbert Fandel (német) |

| 2008. június 17. 20:45 |

| Hollandia                    | 2–0   | Románia |
| ---------------------------- | ----- | ------- |
| Huntelaar 54' van Persie 86' | (0–0) |         |

| Stade de Suisse, Bern Nézőszám: 30 777 Játékvezető: Massimo Busacca (svájci) |

| 2008. június 17. 20:45 |

| Franciaország | 0–2   | Olaszország                       |
| ------------- | ----- | --------------------------------- |
| Abidal 24′    | (0–1) | Pirlo 25' (11-esből) De Rossi 62' |

| Letzigrund, Zürich Nézőszám: 30 585 Játékvezető: Ľuboš Micheľ (szlovák) |

### D csoport
| Hely. | Csapat        | M | Gy | D | V | G+ | G– | Gk | P | Továbbjutás                                |
| ----- | ------------- | - | -- | - | - | -- | -- | -- | - | ------------------------------------------ |
| 1.    | Spanyolország | 3 | 3  | 0 | 0 | 8  | 3  | +5 | 9 | Továbbjutott az egyenes kieséses szakaszba |
| 2.    | Oroszország   | 3 | 2  | 0 | 1 | 4  | 4  | 0  | 6 | Továbbjutott az egyenes kieséses szakaszba |
| 3.    | Svédország    | 3 | 1  | 0 | 2 | 3  | 4  | −1 | 3 |                                            |
| 4.    | Görögország   | 3 | 0  | 0 | 3 | 1  | 5  | −4 | 0 |                                            |

| 2008. június 10. 18:00 |

| Spanyolország                  | 4–1   | Oroszország      |
| ------------------------------ | ----- | ---------------- |
| Villa 20' 44' 75' Fàbregas 90' | (2–0) | Pavljucsenko 86' |

| Tivoli Neu, Innsbruck Nézőszám: 30 772 Játékvezető: Konrad Plautz (osztrák) |

| 2008. június 10. 20:45 |

| Görögország | 0–2   | Svédország                  |
| ----------- | ----- | --------------------------- |
|             | (0–0) | Ibrahimović 67' Hansson 72' |

| Wals Siezenheim Stadion, Salzburg Nézőszám: 31 063 Játékvezető: Massimo Busacca (svájci) |

| 2008. június 14. 18:00 |

| Svédország      | 1–2   | Spanyolország          |
| --------------- | ----- | ---------------------- |
| Ibrahimovic 34' | (1–1) | Torres 15' Villa 90+2' |

| Tivoli Neu, Innsbruck Nézőszám: 30 772 Játékvezető: Pieter Vink (holland) |

| 2008. június 14. 20:45 |

| Görögország | 0–1   | Oroszország  |
| ----------- | ----- | ------------ |
|             | (0–1) | Zirjanov 32' |

| Wals Siezenheim Stadion, Salzburg Nézőszám: 31 063 Játékvezető: Roberto Rosetti (olasz) |

| 2008. június 18. 20:45 |

| Görögország     | 1–2   | Spanyolország           |
| --------------- | ----- | ----------------------- |
| Harisztéasz 42' | (1–0) | de la Red 61' Güiza 88' |

| Wals Siezenheim Stadion, Salzburg Nézőszám: 30 883 Játékvezető: Howard Webb (angol) |

| 2008. június 18. 20:45 |

| Oroszország                  | 2–0   | Svédország |
| ---------------------------- | ----- | ---------- |
| Pavljucsenko 24' Arsavin 50' | (1–0) |            |

| Tivoli Neu, Innsbruck Nézőszám: 30 772 Játékvezető: Frank De Bleeckere (belga) |

## Egyenes kieséses szakasz
|  |                    |               |                   |                    |   |             |                   |           |  |  |       |       |       |
|  | Negyeddöntők       | Negyeddöntők  | Negyeddöntők      |                    |   | Elődöntők   | Elődöntők         | Elődöntők |  |  | Döntő | Döntő | Döntő |
|  | Negyeddöntők       | Negyeddöntők  | Negyeddöntők      |                    |   | Elődöntők   | Elődöntők         | Elődöntők |  |  | Döntő | Döntő | Döntő |
|  | június 19. – Bázel |               |                   |                    |   |             |                   |           |  |  |       |       |       |
|  |                    |               |                   |                    |   |             |                   |           |  |  |       |       |       |
|  | A1                 | Portugália    | 2                 |                    |   |             |                   |           |  |  |       |       |       |
|  | A1                 | Portugália    | 2                 | június 25. – Bázel |   |             |                   |           |  |  |       |       |       |
|  | B2                 | Németország   | 3                 |                    |   |             |                   |           |  |  |       |       |       |
|  | B2                 | Németország   | 3                 |                    |   | Németország | Németország       | 3         |  |  |       |       |       |
|  | június 20. – Bécs  |               |                   |                    |   | Németország | Németország       | 3         |  |  |       |       |       |
|  |                    |               | Törökország       | Törökország        | 2 |             |                   |           |  |  |       |       |       |
|  | B1                 | Horvátország  | Törökország       | Törökország        | 2 | 1 (1)       |                   |           |  |  |       |       |       |
|  | B1                 | Horvátország  |                   |                    |   | 1 (1)       | június 29. – Bécs |           |  |  |       |       |       |
|  | A2                 | Törökország   | 1 (3)             |                    |   |             |                   |           |  |  |       |       |       |
|  | A2                 | Törökország   | 1 (3)             |                    |   | Németország | Németország       | 0         |  |  |       |       |       |
|  | június 21. – Bázel |               |                   |                    |   | Németország | Németország       | 0         |  |  |       |       |       |
|  |                    |               | Spanyolország     | Spanyolország      | 1 |             |                   |           |  |  |       |       |       |
|  | C1                 | Hollandia     | Spanyolország     | Spanyolország      | 1 | 1           |                   |           |  |  |       |       |       |
|  | C1                 | Hollandia     | június 26. – Bécs |                    |   | 1           |                   |           |  |  |       |       |       |
|  | D2                 | Oroszország   | 3                 |                    |   |             |                   |           |  |  |       |       |       |
|  | D2                 | Oroszország   | 3                 |                    |   | Oroszország | Oroszország       | 0         |  |  |       |       |       |
|  | június 22. – Bécs  |               |                   |                    |   | Oroszország | Oroszország       | 0         |  |  |       |       |       |
|  |                    |               | Spanyolország     | Spanyolország      | 3 |             |                   |           |  |  |       |       |       |
|  | D1                 | Spanyolország | Spanyolország     | Spanyolország      | 3 | 0 (4)       |                   |           |  |  |       |       |       |
|  | D1                 | Spanyolország |                   |                    |   |             |                   |           |  |  |       |       |       |
|  | C2                 | Olaszország   | 0 (2)             |                    |   |             |                   |           |  |  |       |       |       |
|  | C2                 | Olaszország   | 0 (2)             |                    |   |             |                   |           |  |  |       |       |       |
|  |                    |               |                   |                    |   |             |                   |           |  |  |       |       |       |

### Negyeddöntők
| 2008. június 19. 20:45 |

| Portugália                 | 2–3   | Németország                              |
| -------------------------- | ----- | ---------------------------------------- |
| Nuno Gomes 40' Postiga 87' | (1–2) | Schweinsteiger 22' Klose 26' Ballack 61' |

| St. Jakob-Park, Bázel Nézőszám: 39 374 Játékvezető: Peter Fröjdfeldt (svéd) |

| 2008. június 20. 20:45 |

| Horvátország               | 1–1 (h. u.)     | Törökország      |
| -------------------------- | --------------- | ---------------- |
| Klasnić 119'               | (0–0, 0–0, 0–0) | Semih 120+2'     |
| Büntetőpárbaj              |                 |                  |
| Modrić Srna Rakitić Petrić | 1–3             | Arda Semih Hamit |

| Ernst Happel Stadion, Bécs Nézőszám: 51 428 Játékvezető: Roberto Rosetti (olasz) |

| 2008. június 21. 20:45 |

| Hollandia          | 1–3 (h. u.)     | Oroszország                                    |
| ------------------ | --------------- | ---------------------------------------------- |
| van Nistelrooy 86' | (0–0, 1–1, 1–1) | Pavljucsenko 56' Torbinszkij 112' Arsavin 116' |

| St. Jakob-Park, Bázel Nézőszám: 38 374 Játékvezető: Ľuboš Micheľ (szlovák) |

| 2008. június 22. 20:45 |

| Spanyolország                            | 0–0 (h. u.) | Olaszország                          |
| ---------------------------------------- | ----------- | ------------------------------------ |
|                                          |             |                                      |
| Büntetőpárbaj                            |             |                                      |
| Villa Santi Cazorla Senna Güiza Fàbregas | 4–2         | Grosso De Rossi Camoranesi Di Natale |

| Ernst Happel Stadion, Bécs Nézőszám: 48 000 Játékvezető: Herbert Fandel (német) |

### Elődöntők
| 2008. június 25. 20:45 |

| Németország                           | 3–2   | Törökország        |
| ------------------------------------- | ----- | ------------------ |
| Schweinsteiger 26' Klose 79' Lahm 90' | (1–1) | Uğur 22' Semih 86' |

| St. Jakob-Park, Bázel Nézőszám: 39 374 Játékvezető: Massimo Busacca (svájci) |

| 2008. június 26. 20:45 |

| Oroszország | 0–3   | Spanyolország                |
| ----------- | ----- | ---------------------------- |
|             | (0–0) | Xavi 50' Güiza 73' Silva 82' |

| Ernst Happel Stadion, Bécs Nézőszám: 51 428 Játékvezető: Frank De Bleeckere (belga) |

### Döntő
| 2008. június 29. 20:45 |

| Németország | 0–1   | Spanyolország |
| ----------- | ----- | ------------- |
|             | (0–1) | Torres 33'    |

| Ernst Happel Stadion, Bécs Nézőszám: 51 428 Játékvezető: Roberto Rosetti (olasz) |

| A 2008-as labdarúgó-Európa-bajnokság győztese |
| --------------------------------------------- |
| SPANYOLORSZÁG 2. cím                          |

## Díjak

### Gólkirály
- David Villa (4 gól)

### All-Star csapat
| Kapusok                                          | Védők                                                                      | Középpályások | Csatárok                                                      |
| ------------------------------------------------ | -------------------------------------------------------------------------- | --- | ------------------------------------------------------------- |
| Edwin van der Sar Gianluigi Buffon Iker Casillas | Philipp Lahm Jurij Zsirkov José Bosingwa Pepe Carlos Marchena Carles Puyol | Wesley Sneijder Luka Modrić Michael Ballack Lukas Podolski Konsztantyin Zirjanov Cesc Fàbregas Xavi Andrés Iniesta Marcos Senna Hamit Altıntop | Andrej Arsavin Roman Pavljucsenko Fernando Torres David Villa |

## Statisztika

### Gólszerzők
4 gólos
- David Villa

3 gólos
- Lukas Podolski
- Roman Pavljucsenko
- Hakan Yakın
- Semih Şentürk

2 gólos
| - Wesley Sneijder - Robin van Persie - Ruud van Nistelrooy - Michael Ballack | - Miroslav Klose - Bastian Schweinsteiger - Andrej Arsavin - Dani Güiza - Fernando Torres | - Zlatan Ibrahimović - Nihat Kahveci - Arda Turan - Ivan Klasnić |

1 gól
| - Ivica Vastić - Jan Koller - Jaroslav Plašil - Libor Sionko - Václav Svěrkoš - Thierry Henry - Ángelosz Harisztéasz - Giovanni van Bronckhorst - Dirk Kuijt - Klaas-Jan Huntelaar - Arjen Robben | - Luka Modrić - Ivica Olić - Darijo Srna - Philipp Lahm - Roger Guerreiro - Christian Panucci - Andrea Pirlo - Daniele De Rossi - Dmitrij Torbinszkij - Konsztantyin Zirjanov - Deco - Nuno Gomes | - Raul Meireles - Pepe - Hélder Postiga - Ricardo Quaresma - Cristiano Ronaldo - Adrian Mutu - Cesc Fàbregas - David Silva - Rubén de la Red - Xavi - Petter Hansson - Uğur Boral |

### Lapok
1 
- Josef Hickersberger (edző)
- Éric Abidal
- Joachim Löw (edző)
- Bastian Schweinsteiger
- Volkan Demirel

2 
- Sebastian Prödl
- Jórgosz Karangúnisz
- Mariusz Lewandowski
- Michael Ballack
- Gennaro Gattuso
- Andrea Pirlo
- Gyenyisz Kologyin
- Dmitrij Torbinszkij
- Jurij Zsirkov
- Cristian Chivu
- Dorin Goian
- Tranquillo Barnetta
- Johan Vonlanthen
- Mehmet Aurélio
- Emre Aşık
- Tuncay Şanlı
- Arda Turan

1 
| - Erwin Hoffer - Andreas Ivanschitz - Ümit Korkmaz - Emanuel Pogatetz - Jürgen Säumel - Martin Stranzl - Milan Baroš - Jan Polák - Tomáš Galásek - Tomáš Ujfaluši - Jean-Alain Boumsong - Patrice Evra - Sidney Govou - Thierry Henry - Claude Makélélé - Willy Sagnol - Jérémy Toulalan - Ángelosz Baszinász - Ángelosz Harisztéasz - Júrkasz Szeitarídisz - Vaszílisz Toroszídisz - Níkosz Liberópulosz - Lukász Víntra | - Khalid Boulahrouz - Nigel de Jong - André Ooijer - Rafael van der Vaart - Robin van Persie - Robert Kovač - Jerko Leko - Luka Modrić - Darijo Srna - Josip Šimunić - Hrvoje Vejić - Ognjen Vukojević - Jacek Bąk - Jacek Krzynówek - Euzebiusz Smolarek - Marcin Wasilewski - Tomasz Zahorski - Arne Friedrich - Kevin Kurányi - Philipp Lahm - Jens Lehmann - Bastian Schweinsteiger - Massimo Ambrosini | - Giorgio Chiellini - Daniele De Rossi - Luca Toni - Gianluca Zambrotta - Andrej Arsavin - Szergej Szemak - Ivan Szajenko - Gyinyijar Biljaletgyinov - José Bosingwa - Paulo Ferreira - Fernando Meira - Miguel Monteiro - Pepe - Petit - Hélder Postiga - Jorge Ribeiro - Cosmin Contra - Adrian Mutu - Daniel Niculae - Álvaro Arbeloa - Iker Casillas - Santi Cazorla - Dani Güiza | - Andrés Iniesta - Carlos Marchena - Fernando Torres - David Villa - Eren Derdiyok - Gelson Fernandes - Ludovic Magnin - Hakan Yakın - Johan Elmander - Andreas Isaksson - Anders Svensson - Hakan Balta - Uğur Boral - Colin Kazim-Richards - Semih Şentürk - Sabri Sarıoğlu - Mehmet Topal - Gökhan Zan |

### Válogatott csapatok statisztikái
A válogatott csapatok statisztikái az egész torna alatt
| Ország        | M | RG | KG | Sárga lap | kiállítva | Kiesés |
| ------------- | - | -- | -- | --------- | --------- | ------ |
| Ausztria      | 3 | 1  | 3  | 8         | 1         | CSM    |
| Csehország    | 3 | 4  | 6  | 4         | 0         | CSM    |
| Franciaország | 3 | 1  | 7  | 7         | 1         | CSM    |
| Görögország   | 3 | 1  | 5  | 8         | 0         | CSM    |
| Hollandia     | 4 | 10 | 4  | 5         | 0         | ND     |
| Horvátország  | 4 | 5  | 2  | 7         | 0         | ND     |
| Lengyelország | 3 | 1  | 4  | 6         | 0         | CSM    |
| Németország   | 6 | 10 | 7  | 7         | 2         | D      |
| Olaszország   | 4 | 3  | 4  | 9         | 0         | ND     |
| Oroszország   | 5 | 7  | 8  | 10        | 0         | ED     |
| Portugália    | 4 | 7  | 6  | 8         | 0         | ND     |
| Románia       | 3 | 1  | 3  | 7         | 0         | CSM    |
| Spanyolország | 6 | 12 | 3  | 8         | 0         | EB     |
| Svájc         | 3 | 3  | 3  | 8         | 0         | CSM    |
| Svédország    | 3 | 3  | 4  | 3         | 0         | CSM    |
| Törökország   | 5 | 8  | 9  | 15        | 1         | ED     |

Magyarázat: 
M: mérkőzés
RG: rúgott gólok száma
KG: kapott gólok száma
: sárga lapok száma
: kiállítások száma
Kiesések magyarázata:
CSM: csoportmérkőzésekben esett ki
ND: negyeddöntőkben esett ki
ED: elődöntőkben esett ki
D: döntőben esett ki
EB: Európa-bajnok

## Végeredmény

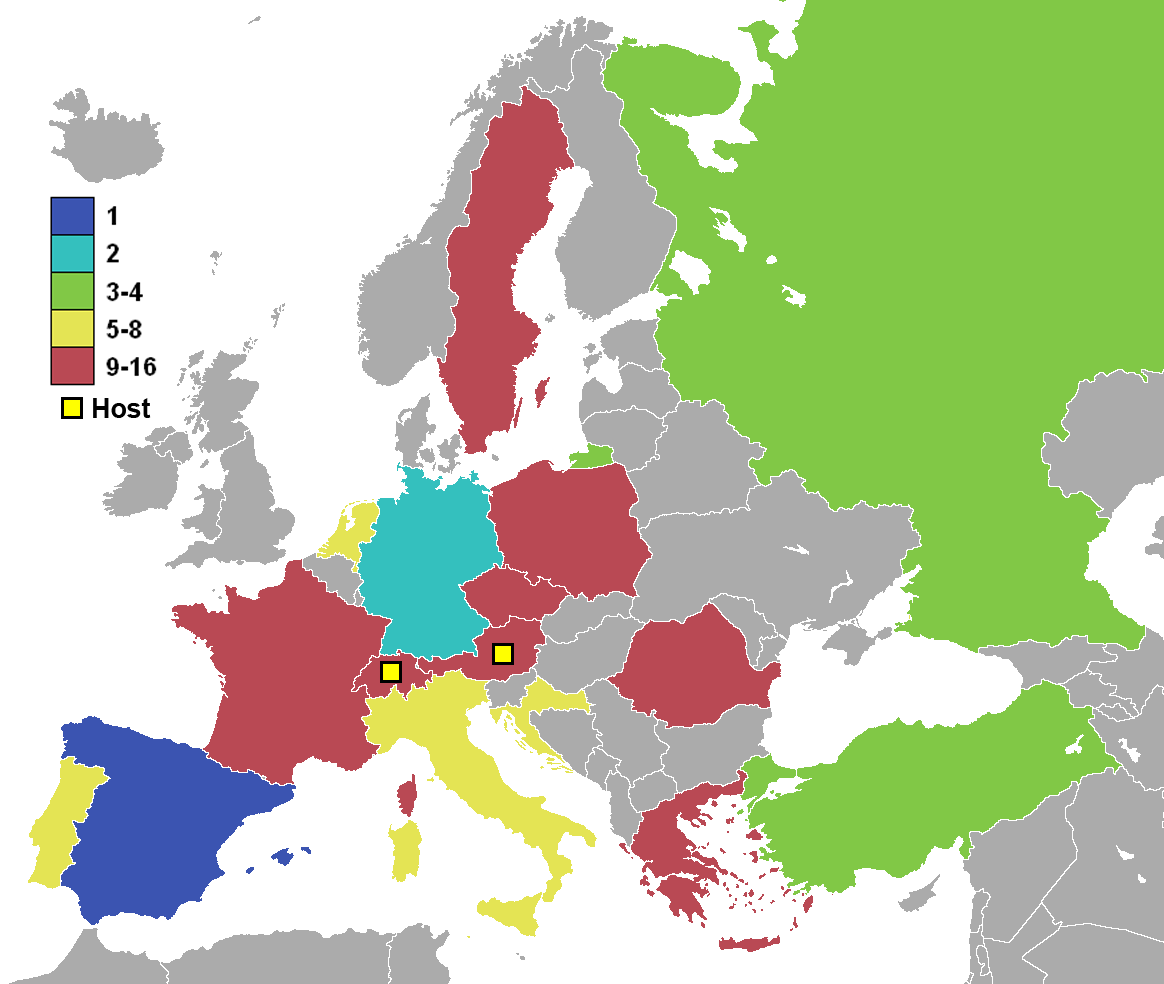
A 2008-as labdarúgó-Európa-bajnokságon részt vevő országok helyezései

Az első két helyezett utáni sorrend nem tekinthető hivatalosnak, mivel ezekért a helyekért nem játszottak mérkőzéseket. Ezért e helyezések meghatározásához az alábbiak lettek figyelembe véve:
1. több szerzett pont (a 11-esekkel eldöntött találkozók a hosszabbítást követő eredménnyel, döntetlenként vannak feltüntetve)
2. jobb gólkülönbség
3. több szerzett gól

| Hely.                    | Csapat        | M | Gy | D | V | G+ | G– | Gk | P  |
| ------------------------ | ------------- | - | -- | - | - | -- | -- | -- | -- |
| 1. helyezett, aranyérmes | Spanyolország | 6 | 5  | 1 | 0 | 12 | 3  | +9 | 16 |
| 2. helyezett, ezüstérmes | Németország   | 6 | 4  | 0 | 2 | 10 | 7  | +3 | 12 |
| 3. helyezett, bronzérmes | Oroszország   | 5 | 3  | 0 | 2 | 7  | 8  | −1 | 9  |
| 3. helyezett, bronzérmes | Törökország   | 5 | 2  | 1 | 2 | 8  | 9  | −1 | 7  |
|                          |               |   |    |   |   |    |    |    |    |
| 5.                       | Horvátország  | 4 | 3  | 1 | 0 | 5  | 2  | +3 | 10 |
| 6.                       | Hollandia     | 4 | 3  | 0 | 1 | 10 | 4  | +6 | 9  |
| 7.                       | Portugália    | 4 | 2  | 0 | 2 | 7  | 6  | +1 | 6  |
| 8.                       | Olaszország   | 4 | 1  | 2 | 1 | 3  | 4  | −1 | 5  |
|                          |               |   |    |   |   |    |    |    |    |
| 9.                       | Svájc (R)     | 3 | 1  | 0 | 2 | 3  | 3  | 0  | 3  |
| 10.                      | Svédország    | 3 | 1  | 0 | 2 | 3  | 4  | −1 | 3  |
| 11.                      | Csehország    | 3 | 1  | 0 | 2 | 4  | 6  | −2 | 3  |
| 12.                      | Románia       | 3 | 0  | 2 | 1 | 1  | 3  | −2 | 2  |
| 13.                      | Ausztria (R)  | 3 | 0  | 1 | 2 | 1  | 3  | −2 | 1  |
| 14.                      | Lengyelország | 3 | 0  | 1 | 2 | 1  | 4  | −3 | 1  |
| 15.                      | Franciaország | 3 | 0  | 1 | 2 | 1  | 6  | −5 | 1  |
| 16.                      | Görögország   | 3 | 0  | 0 | 3 | 1  | 5  | −4 | 0  |

## Kabalák
Az UEFA EURO 2008 két hivatalos kabalája, amelynek neveit a két rendező ország lakossága szavazta meg. A lehetőségek ezek voltak:
- Zagi és Zigi
- Flitz és Bitz
- Trix és Flix

A szavazatok 36,3%-át kapta meg a Trix és Flix lehetőség, így ezeket a neveket választották.

## Szlogen
A 2008 Európa-bajnokság szlogenjét 2007. január 24-én választották ki: Számíts érzelmekre!
Az UEFA főigazgatója, Lars-Christer Olsson kijelentette: "Ez a szlogen röviden kifejezi azt, mit ad ez az EB: az érzelem minden formáját – örömöt, csalódást, megkönnyebbülést vagy óriási feszültséget – egészen az utolsó sípszóig."

## Labda
A 2008-as Európa-bajnokság hivatalos labdáját, az Europass-t 2007. december 2-án, a záró szakasz csoportjainak beosztási ceremóniáján mutatták be. A labdát az Adidas tervezte.

## Rendkívüli események
Az Európa-bajnokság egyes mérkőzésein záporok nehezítették a játékosok dolgát, szakadó esőben vívták például az „A” csoportban a Svájc-Törökország mérkőzést, amelyet a törökök nyertek 2:1-re.
Az esős-szeles nyári időjárás következtében a Németország-Törökország elődöntőt televízión követőknek ritka bosszúságban volt része: a bécsi televíziós központot elérő vihar miatt a közvetítés háromszor is percekre megszakadt.

## Közvetítések
Az addigi Európa-bajnokságokhoz hasonlóan Magyarországon az MTV rendelkezett a közvetítési jogokkal. Az összes mérkőzést élőben, helyszínről kommentálva sugározták, többnyire az M1-en. Az utolsó csoportkör párhuzamos mérkőzéseit az M2-n adták, majd utána az M1-en teljes hosszában megismételték. A riporterek Gundel Takács Gábor, Egri Viktor, Somos Ákos és Somos Zoltán voltak, a döntőt Egri Viktor kommentálta.